# Nicolas Koob

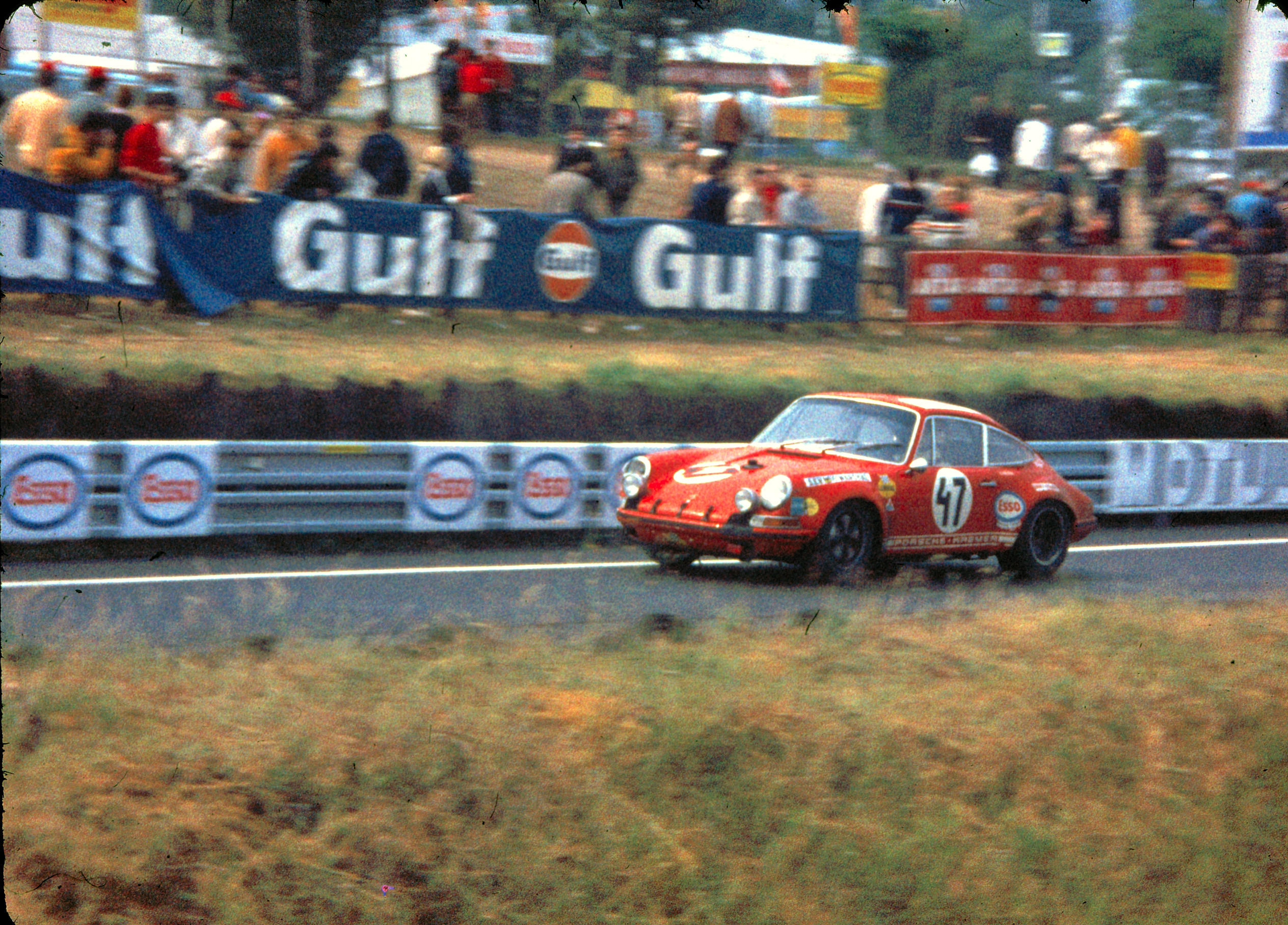
Der von Nicolas Koob gefahrene Porsche 911S beim 24-Stunden-Rennen von Le Mans 1970

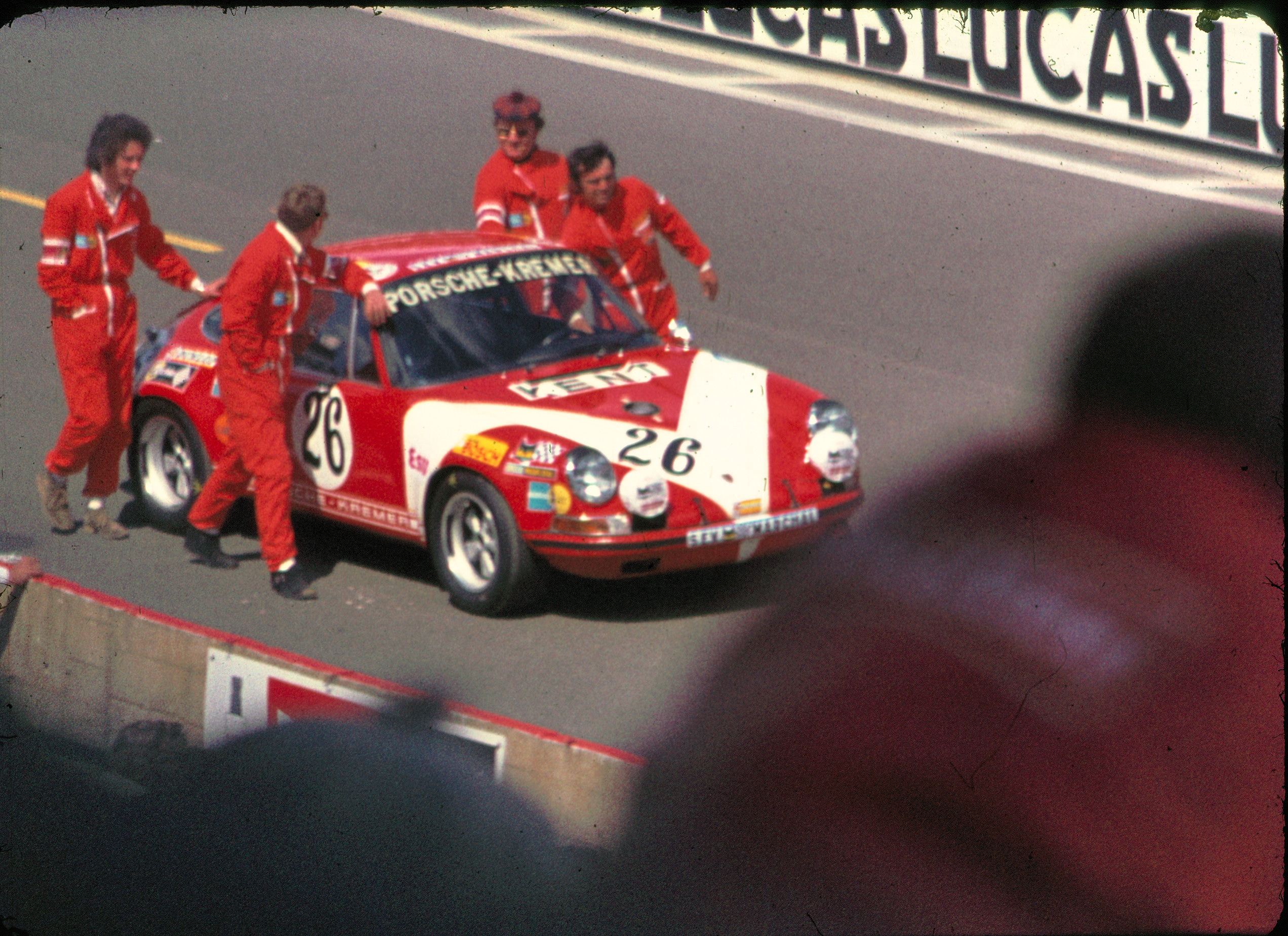
Der Porsche 911S von Günther Huber, Nicolas Koob und Erwin Kremer vor dem Start zum 24-Stunden-Rennen von Le Mans 1971

Nicolas Koob (* 26. Juli 1930 in Bettborn; † 22. Oktober 2016 in Luxemburg) war ein luxemburgischer Rundstrecken- und Rallyefahrer, der auch als Unternehmer tätig war.

## Karriere als Rennfahrer
Nicolas Koob kam als Sohn eines Busunternehmers in Bettborn, heute ein Ortsteil der Gemeinde Préizerdaul, zur Welt. Nach dem Ende des Zweiten Weltkriegs machte er eine Ausbildung zum Mechaniker und arbeitete danach als Taxi- und Busfahrer.
Mit dem Motorsport kam er spät in Berührung. 1957 erwarb er einen Triumph TR3, mit dem er bei nationalen Rallyes an den Start ging. International zum ersten Mal in Erscheinung trat er 1962, als er beim 1000-km-Rennen auf der Nordschleife des Nürburgrings am Start war. Gemeinsam mit dem Deutschen Bruno Rente fuhr er einen Porsche 718 GTR, schied jedoch durch Defekt aus. Bei dem Rennen am 23. Mai 1965 war Koob Teampartner des tödlich verunglückten Honoré Wagner.
Bis Mitte der 1970er-Jahre bestritt Koob vor allem Langstreckenrennen. Er war mehrmals beim 24-Stunden-Rennen von Spa-Francorchamps und beim 24-Stunden-Rennen von Le Mans als Fahrer und Teamchef einer kleinen Rennmannschaft gemeldet. In Spa war seine beste Platzierung der sechste Gesamtrang 1967 und in Le Mans der siebte Platz 1970, gemeinsam mit Erwin Kremer im Porsche 911. 1990, im Alter von 60 Jahren, ging er in Spa noch einmal an den Start, fiel aber vorzeitig aus.
In den 1970er-Jahren war er auch als Rallyefahrer aktiv. 1976 und 1977 kam er, jeweils als Neunter, unter die ersten zehn der Schlusswertung der Rallye Monte Carlo. 1970 wurde er in Luxemburg zum Sportler des Jahres gewählt.
Er starb im Oktober 2016.

## Unternehmer
Neben seiner Tätigkeit als Rennfahrer war Koob auch Unternehmer. 1961 übernahm er das Busunternehmen seines Vaters und eröffnete in seinem Heimatort eine Diskothek.

## Statistik

### Le-Mans-Ergebnisse
| Jahr | Team                                | Fahrzeug             | Teamkollege      | Teamkollege      | Platzierung            | Ausfallgrund       |
| ---- | ----------------------------------- | -------------------- | ---------------- | ---------------- | ---------------------- | ------------------ |
| 1965 | Equipe Grand Ducale Luxembourgeoise | Alfa Romeo Giulia TZ | Alan Finkelstein |                  | Ausfall                | Motorschaden       |
| 1970 | Écurie Luxemburg                    | Porsche 911S         | Erwin Kremer     |                  | Rang 7 und Klassensieg |                    |
| 1971 | Nicolas Koob                        | Porsche 911S         | Erwin Kremer     | Günther Huber    | Rang 10                |                    |
| 1977 | Nicolas Koob                        | Porsche 934          | Willy Braillard  | Guillermo Ortega | Ausfall                | Zylinder überhitzt |

### Einzelergebnisse in der Sportwagen-Weltmeisterschaft
| Saison | Team                             | Rennwagen     | 1   | 2   | 3   | 4   | 5   | 6   | 7   | 8   | 9   | 10  | 11  | 12  | 13  | 14  | 15  | 16  | 17  | 18  | 19  | 20  | 21  | 22  |
| ------ | -------------------------------- | ------------- | --- | --- | --- | --- | --- | --- | --- | --- | --- | --- | --- | --- | --- | --- | --- | --- | --- | --- | --- | --- | --- | --- |
| 1962   | Bruno Runte                      | Porsche 718   | DAY | SEB | SEB | MAI | TAR | BER | NÜR | LEM | TAV | CCA | RTT | NÜR | BRI | BRI | PAR |     |     |     |     |     |     |     |
| 1962   | Bruno Runte                      | Porsche 718   |     |     |     | DNF |     |     |     |     |     |     |     |     |     |     |     |     |     |     |     |     |     |     |
| 1963   |                                  | DKW Junior    | DAY | SEB | SEB | TAR | SPA | MAI | NÜR | CON | ROS | LEM | MON | WIS | TAV | FRE | CCE | RTT | OVI | NÜR | MON | MON | TDF | BRI |
| 1963   |                                  | DKW Junior    |     |     |     |     |     |     |     |     |     |     |     |     |     |     |     |     |     | DNF |     |     |     |     |
| 1965   | Nicolas Koob Equipe Grand Ducale | Alfa Romeo TZ | DAY | SEB | BOL | MON | MON | RTT | TAR | SPA | NÜR | MUG | ROS | LEM | REI | BOZ | FRE | CCE | OVI | NÜR | BRI | BRI |     |     |
| 1965   | Nicolas Koob Equipe Grand Ducale | Alfa Romeo TZ |     |     |     |     |     |     |     | DNF | DNF |     |     | DNF |     |     |     |     |     |     |     |     |     |     |
| 1970   | Écurie Luxemburg                 | Porsche 911   | DAY | SEB | BRH | MON | TAR | SPA | NÜR | LEM | WAT | ZEL |     |     |     |     |     |     |     |     |     |     |     |     |
| 1970   | Écurie Luxemburg                 | Porsche 911   |     |     |     |     | 7   |     |     |     |     |     |     |     |     |     |     |     |     |     |     |     |     |     |
| 1971   | Nicolas Koob                     | Porsche 911   | BUA | DAY | SEB | BRH | MON | SPA | TAR | NÜR | LEM | ZEL | WAT |     |     |     |     |     |     |     |     |     |     |     |
| 1971   | Nicolas Koob                     | Porsche 911   |     |     |     |     |     | 7   |     |     |     |     |     |     |     |     |     |     |     |     |     |     |     |     |